# Natação artística no Campeonato Mundial de Esportes Aquáticos de 2024 - Rotina técnica solo masculina

A prova da rotina técnica solo masculina da natação artística no Campeonato Mundial de Esportes Aquáticos de 2024 foi realizada nos dias 2 e 5 de fevereiro de 2024 em Doha, no Catar.

## Cronograma
Todos os horários estão na hora local (UTC+3).
| Data           | Hora  | Evento       |
| -------------- | ----- | ------------ |
| 2 de fevereiro | 12:15 | Eliminatória |
| 5 de fevereiro | 20:00 | Final        |

## Formato da competição
A competição consiste em duas rodadas: preliminar e final. Os 12 melhores nadadores classificam-se a final.

## Medalhistas
| Ouro                 | Prata                  | Bronze                |
| Yang Shuncheng (CHN) | Giorgio Minisini (ITA) | Gustavo Sánchez (COL) |

## Resultados
| Pos.              | Nadador                 | Nacionalidade  | Eliminatória | Eliminatória | Final         | Final         |
| Pos.              | Nadador                 | Nacionalidade  | Pontos       | Pos.         | Pontos        | Pos.          |
| ----------------- | ----------------------- | -------------- | ------------ | ------------ | ------------- | ------------- |
| Medalha de ouro   | Yang Shuncheng          | China          | 242.4367     | 1            | 246.4766      | 1             |
| Medalha de prata  | Giorgio Minisini        | Itália         | 218.0966     | 4            | 245.3166      | 2             |
| Medalha de bronze | Gustavo Sánchez         | Colômbia       | 228.9966     | 2            | 231.0000      | 3             |
| 4                 | Dennis González         | Espanha        | 228.7550     | 3            | 227.6000      | 4             |
| 5                 | Diego Villalobos        | México         | 210.7850     | 6            | 221.5433      | 5             |
| 6                 | Eduard Kim              | Cazaquistão    | 214.4384     | 5            | 215.9483      | 6             |
| 7                 | Kenneth Gaudet          | Estados Unidos | 180.8534     | 10           | 215.4533      | 7             |
| 8                 | Nicolás Campos          | Chile          | 204.1083     | 7            | 203.8483      | 8             |
| 9                 | Kantinan Adisaisiributr | Tailândia      | 177.3216     | 11           | 188.7716      | 9             |
| 10                | David Martinez          | Suécia         | 181.1451     | 9            | 187.2700      | 10            |
| 11                | Bernardo Santos         | Brasil         | 182.6351     | 8            | 177.2900      | 11            |
| 12                | Renaud Barral           | Bélgica        | 167.4516     | 12           | 166.4566      | 12            |
| 13                | Andy Ávila              | Cuba           | 141.9067     | 13           | Não avançaram | Não avançaram |
| 14                | Dimitar Isaev           | Bulgária       | 121.4600     | 14           | Não avançaram | Não avançaram |